# Lédat
 Lédat  es una población y comuna francesa, en la región de Aquitania, departamento de Lot y Garona, en el distrito de Villeneuve-sur-Lot y cantón de Villeneuve-sur-Lot-Nord.

## Demografía
| 503 | 481 | 523 | 674 | 747 | 896 |
| Para los censos de 1962 a 1999 la población legal corresponde a la población sin duplicidades (Fuente: INSEE [Consultar]) |     |     |     |     |     |